# 許克祥
许克祥（1889年—1964年），中国湖南湘乡人，湖南陆军讲武堂毕业，早年加入同盟会，参加过辛亥革命，1927年马日事变的发动者。
1927年5月21日，时任国民革命军第三十五军三十三团团长，驻扎长沙，隶属汪精卫的武汉國民政府的許克祥于凌晨发动政变，清除中国共产党人，并杀害百余人。当天通电全国，拥蒋反共。21日电报代韵字母是个马字，故称马日事变。许克祥也因此出名。后任国军独立第二师师长、第三十七军副军长兼二十四师师长、军事参议院参议。1949年迁居澳门。由於生活困難，致信蔣介石，蔣有感許於馬日事變剿共之功，特許於1953年來台湾，任物资局顾问。1964年死于台湾。